# Hans Strigel der Ältere
Hans Strigel der Ältere (* in Memmingen; † 1462 ebenda) war ein Maler. Er war der Begründer der Memminger Schule und der Künstlerfamilie Strigel.

## Leben und Wirken
Hans Strigel der Ältere wurde in der oberschwäbischen Stadt Memmingen geboren. Sein Geburtsjahr ist unbekannt. Er malte viele Altäre, Fresken und Bilder für Kirchen und Klöster in der Region Oberschwaben und im Allgäu. Auch stammen aus seiner Werkstatt viele Schnitzkunstarbeiten. Er starb 1462 in seiner Geburtsstadt und hinterließ drei Söhne und drei Töchter.

## Nachkommen
Die männlichen Nachkommen von Hans Strigel d. Ä. waren ausnahmslos Künstler, was aus den weiblichen Nachkommen wurde, ist nicht bekannt. Die Söhne waren Petrus Strigel, Hans Strigel der Jüngere und Ivo Strigel. Die Töchter hießen Anna Strigel, Ursula Strigel und Agatha Strigel.

## Werke
- Östliches Vorzeichen in St. Martin zu Memmingen.
- Freskenzyklus in der Frauenkirche zu Memmingen.
- Wandmalereien im Langhaus und Chor in St. Gallus in Gestratz (Zuschreibung)
- Wandmalereien (Zuschreibung) und Hochaltar in St. Bartholomäus in Oberstaufen-Zell